# Treuhandgebiet
Treuhandgebiete waren frühere Mandatsgebiete des Völkerbundes, die nach Auflösung des Völkerbundes im Jahr 1946 in die Treuhandschaft der Vereinten Nationen (UN) übernommen wurden. Sie blieben in der bisherigen Verwaltung, die nun vom Treuhandrat der Vereinten Nationen beaufsichtigt wurde. Weitere Hoheitsgebiete, die infolge des Zweiten Weltkriegs von Feindstaaten abgetrennt worden waren wie die italienischen Kolonien in Nord- und Ostafrika, wurden Verwaltungsmächten übergeben.

## Geografie und Bevölkerung
Die Treuhandgebiete in Afrika umfassten 1953 insgesamt knapp 3 Mio. km² mit fast 20 Mio. Einwohnern. Jene in Ozeanien hatten 1954 eine Landfläche von zusammen rund 250.000 km² und 1,3 Mio. Einwohner.

## Geschichte
Außer der Sicherung des Weltfriedens sollte das Treuhandsystem laut der Charta der Vereinten Nationen (Kapitel XII) vor allem der Förderung dieser meist wenig entwickelten Gebiete und ihrer schrittweise erfolgenden Entwicklung bis zu ihrer Unabhängigkeit dienen. Dieser Prozess wurde vom Treuhandrat der UN überwacht, einem ihrer sechs Organe, das sich aus den fünf ständigen Mitgliedern des Sicherheitsrates und weiteren gewählten Mitgliedern zusammensetzt.
Der Treuhandrat wurde am 1. November 1994 suspendiert, da er seine Arbeit zuvor eingestellt hatte, nachdem das letzte Treuhandgebiet (Palau) in die Unabhängigkeit entlassen worden war.

## Liste der Treuhandgebiete
Das Treuhandsystem der UN umfasste insgesamt zwölf Treuhandgebiete. Bis 1994 hatten sich alle einem benachbarten unabhängigen Staat angeschlossen oder waren in die Unabhängigkeit entlassen worden:
- Die ehemalige italienische Kolonie Libyen, seit 1947 von Frankreich und Großbritannien verwaltetes Treuhandgebiet, wurde zum 1. Januar 1952 unabhängiges Königreich.
- Die ehemalige italienische Kolonie Eritrea wurde nach kurzzeitiger britischer Verwaltung 1952 als Provinz Eritrea mit Äthiopien in einer Föderation vereinigt.
- Britisch-Togoland (West-Togo)[3] verband sich 1957 mit der Goldküste zu Ghana, das 1959 UN-Mitglied wurde.
- Französisch-Togo (Ost-Togo)[3] erhielt 1960 als Togo seine Unabhängigkeit.
- Französisch-Kamerun[3] erhielt 1960 als Kamerun seine Unabhängigkeit. Ein Jahr später schloss sich der Süden Britisch-Kameruns an, während sich der britisch verwaltete Norden in Nigeria integrierte.
- Das Italienische Treuhandgebiet Somalia (ehemals Italienisch-Somaliland),[3] für das Italien die Treuhandschaft übernommen hatte, vereinigte sich 1960 mit der ehemaligen Kolonie Britisch-Somaliland zu Somalia.
- Das britische Treuhandgebiet Tanganjika[3] in Ostafrika erhielt 1961 die Unabhängigkeit und konstituierte sich 1962 als Republik Tanganjika. Nach der Vereinigung mit den der Küste vorgelagerten Inseln Sansibar und Pemba (Volksrepublik Sansibar und Pemba) im Jahr 1964 firmiert der Staat bis in die Gegenwart unter der formellen Bezeichnung Vereinigte Republik Tansania, kurz: Tansania.
- Ruanda-Urundi,[3] mit Belgien als Treuhandmacht, teilte sich 1962 in die unabhängigen Staaten Ruanda und Burundi auf.
- Der von Australien verwaltete Nordostteil von Neuguinea wurde zusammen mit dem im Südosten der Insel gelegenen australischen Territorium Papua 1975 als Papua-Neuguinea unabhängig.[4]
- Von den ozeanischen Inseln wurde Samoa 1962 und Nauru 1968 unabhängig.
- Zuletzt entließen die USA ihr Treuhandgebiet Pazifische Inseln in die Unabhängigkeit (1990 Marshallinseln und Föderierte Staaten von Mikronesien, 1994 Palau).
- Südwestafrika[3] wurde völkerrechtlich erst 1990 als Namibia unabhängig, obwohl die UN Südafrika schon 1966 das noch vom Völkerbund erteilte Mandat über das ehemalige Deutsch-Südwestafrika entzogen hatten.